# ヴェリコ・ニコリッチ
ヴェリコ・ニコリッチ（セルビア語: Вељко Николић, Veljko Nikolić、1999年8月29日 - ）は、セルビアのサッカー選手。ポジションはミッドフィールダー。

## クラブ歴

### OFKベオグラード
アレナというサッカースクールでサッカーを始め、OFKベオグラードの下部組織に移った。2016-17シーズンにトップチームに昇格。2016年8月27日の試合でスターティングメンバーとして出場し、プロ初出場。リーグ5試合、カップ1試合に出場した。

### レッドスター・ベオグラード
2016年10月4日に3年契約でレッドスター・ベオグラードに移籍。U-19チームに割り当てられたが、10月18日のFKニェゴシュ・ロヴチェナツとの親善試合でトップチーム初出場。

## 代表歴
U-16年代から代表に招集されている。2014年から2016年にかけてはU-17代表で出場した。2016年8月にはステヴァン・チェレ・ヴィロティッチ杯の開幕戦アメリカ合衆国代表戦でU-19代表初出場。